# Hoàng Nhuận Cầm
Hoàng Nhuận Cầm (sinh 7 tháng 2 năm 1952 – mất 20 tháng 4 năm 2021) là một nhà thơ hiện đại Việt Nam.

## Tiểu sử
Hoàng Nhuận Cầm sinh ngày 7 tháng 2 năm 1952 tại Hà Nội, là con đầu lòng của nhạc sĩ Hoàng Giác.
Đang học dở khoa Văn Đại học Tổng hợp Hà Nội, năm 1971, Hoàng Nhuận Cầm nhập ngũ, đã từng chiến đấu trong Sư đoàn 325B ở mặt trận Quảng Trị trong một đơn vị công binh. Năm 1975, ông trở lại học nốt chương trình đại học và đến năm 1981 làm việc tại Hãng Phim truyện Việt Nam. Hoàng Nhuận Cầm chuyển sang làm việc cho Đài Truyền hình Việt Nam trong một thời gian ngắn rồi quay trở lại Hãng Phim truyện Việt Nam năm 2005. Ông từng là Hội viên Hội Nhà văn Việt Nam, và cùng vợ lập hãng phim tư nhân Điệp Vân.
Nhiều bài thơ của Hoàng Nhuận Cầm mà phần lớn là thơ tình được các bạn đọc trẻ tuổi, đặc biệt là học sinh, sinh viên yêu thích vì nó gắn với những kỷ niệm của tuổi trẻ, tình yêu với một giọng thơ trẻ trung, sôi nổi: Chiếc lá buổi đầu tiên, Vào mặt trận lúc mùa ve đang kêu, Hò hẹn mãi cuối cùng em cũng đến và Viên xúc xắc mùa thu. Ngoài thơ, ông còn sáng tác kịch bản phim và đã từng tham gia đóng phim. Hoàng Nhuận Cầm đoạt giải nhất cuộc thi thơ Báo Văn nghệ 1972-1973, Giải thưởng Hội Nhà văn năm 1993 với tập thơ Xúc xắc mùa thu.
Ông còn nổi tiếng với nhân vật "Bác sĩ Hoa Súng" trong chương trình "Gặp nhau cuối tuần" và vai nhà thơ trong phim Số đỏ.
Ông qua đời ngày 20 tháng 4 năm 2021 tại Hà Nội, không lâu sau sinh nhật lần thứ 69.

## Tác phẩm

### Thơ
- Thơ tuổi hai mươi (in chung, 1974)
- Những câu thơ viết đợi mặt trời (1983)
- Xúc xắc mùa thu (1992)
- Thơ với tuổi thơ (2004)
- Hò hẹn mãi cuối cùng em cũng đến (2007)
- 36 bài thơ (2008)
- Chiếc lá đầu tiên (2007)

### Kịch bản phim
- Lầm lỗi (kịch bản đầu tay, 1987) đạo diễn Xuân Sơn
- Đằng sau cánh cửa (1988) đạo diễn Anh Thái
- Đêm hội Long Trì (1989) đạo diễn Hải Ninh
- Hà Nội mùa Đông năm 46 (1997) đạo diễn Đặng Nhật Minh
- Áo chàm Bắc sơn
- Mùi cỏ cháy (2012) đạo diễn Nguyễn Hữu Mười
- Pháp trường trắng
- Ai lên xứ hoa đào
- Đoạn trường chiêm bao
- Nhà tiên tri (2015) đạo diễn Vương Đức